# Vương Thụ Quản
Vương Thụ Quản (tiếng Trung: 王绶琯; 15 tháng 1 năm 1923 – 28 tháng 1 năm 2021) là nhà thiên văn học người Trung Quốc, chủ tịch của Hiệp hội Thiên văn Trung Quốc. Ông được ca ngợi là một trong những người đặt nền móng cho ngành vật lý thiên văn và thiên văn vô tuyến hiện đại ở Trung Quốc. Ông là đại biểu của Đại hội đại biểu Nhân dân toàn quốc khóa V, VI, VII và VIII.

## Tiểu sử
Vương Thụ Quản sinh ra ở Phúc Châu, Phúc Kiến vào ngày 15 tháng 1 năm 1923. Chú của ông làm việc trong Hải quân Trung Hoa Dân Quốc. Năm 1936, ở tuổi 13, ông vào Trường Hải quân Mã Vĩ, ban đầu ông học hàng hải, nhưng sau đó chuyển sang đóng tàu vì cận thị. Sau khi tốt nghiệp năm 1943, ông làm việc tại một nhà máy trong một năm. Năm 1945, ông theo học chương trình nâng cao tại Vương quốc Anh, nơi đây ông theo học Khoa đóng tàu, Đại học Hải quân Hoàng gia, Greenwich. Năm 1950, ông chuyển sang nghiên cứu thiên văn học và được thuê làm trợ lý thiên văn học tại Đại học Luân Đôn.
Vương quay về Trung Quốc năm 1953. Ông lần lượt công tác tại Đài thiên văn Tử Kim Sơn, Đài thiên văn Từ Gia Hối và Đài thiên văn Bắc Kinh. Năm 1981, ông là phó giám đốc Khoa Vật lý Toán học, Viện Khoa học Trung Quốc, giữ chức giám đốc năm 1994. Tháng 10 năm 1993, tiểu hành tinh có mã quốc tế 3171 được đặt tên là "Vương Thụ Quản".
Ngày 28 tháng 1 năm 2021, ông qua đời vì bạo bệnh tại Bắc Kinh, hưởng thọ 98 tuổi.

## Giải thưởng
- 1980: Thành viên của Viện Hàn lâm Khoa học Trung Quốc (CAS)[1][2]
- 1996: Giải thưởng Tiến bộ Khoa học và Công nghệ của Quỹ Ho Leung Ho Lee
- 1998: Thành viên của Viện Hàn lâm Khoa học Á–Âu Quốc tế